# ميرا كوهن
ميرا كوهن (بالإنجليزية: Myra Cohen)‏ هي طبيبة أسنان نيوزيلندية، ولدت في 12 مايو 1892، وتوفيت في 16 نوفمبر 1959.